# 葉祚
葉祚（1438年—？），字應福，武功左衛軍籍，直隸蘇州府吳縣人，明朝政治人物。

## 生平
順天鄉試第十三名舉人，成化五年（1469年）中式乙丑科會試第一百六十二名，三甲第一百二十五名進士。任福建布政使司右參議，升兵部車駕司主事。

## 家族
曾祖葉長；祖父葉敏；父葉華。